# Puchar Świata w saneczkarstwie 2014/2015
Sezon 2014/2015 Pucharu Świata w saneczkarstwie – 38. sezon Pucharu Świata w saneczkarstwie. Rozpoczął się 29 listopada 2014 roku w austriackim mieście Igls. Ostatnie zawody z tego cyklu zostały rozegrane 1 marca 2015 roku na torze w Soczi. Rozegrane zostały 42 konkursy: po 9 konkursów indywidualnych kobiet, mężczyzn oraz dwójek mężczyzn, sześciokrotnie odbyły się również zawody sztafet. Po raz pierwszy odbyły się również zawody sprinterskie kobiet, mężczyzn oraz dwójek mężczyzn, które przeprowadzono trzykrotnie. Są to dodatkowe trzy wyścigi dla najlepszej 15. zawodów Pucharu Świata. Zawody te są wliczane do klasyfikacji PŚ w danej konkurencji oraz prowadzona była dodatkowa klasyfikacja dla tych zawodników, którzy wystartowali we wszystkich tego typu startach w sezonie.
Podczas sezonu 2014/2015 odbyły się trzy imprezy, na których rozdane zostały medale. Podczas zawodów Pucharu Świata w amerykańskim Lake Placid odbyły się jednocześnie Mistrzostwa Ameryki i Pacyfiku, zaś podczas rywalizacji w Soczi zawodnicy z Europy walczyli o tytuł mistrza Europy. Główną imprezą tego sezonu były mistrzostwach Świata w Siguldzie.
W tym sezonie zostały wprowadzone tzw. sprinty. Są to dodatkowe trzy wyścigi dla najlepszej 15. zawodów Pucharu Świata. Zawody te były wliczane do klasyfikacji PŚ w danej konkurencji oraz prowadzona była dodatkowa klasyfikacja dla tych zawodników, którzy wystartowali we wszystkich tego typu startach sezonu.

## Kalendarz Pucharu Świata
| Lp. | Data                      | Miejscowość | Konkurencja                                                       | 1. miejsce                                                               | 2. miejsce                                                                            | 3. miejsce                                                                             |
| --- | ------------------------- | ----------- | ----------------------------------------------------------------- | ------------------------------------------------------------------------ | ------------------------------------------------------------------------------------- | -------------------------------------------------------------------------------------- |
| 1.  | 29–30 listopada 2014      | Igls        |                                                                   |                                                                          |                                                                                       |                                                                                        |
| 1.  | 29–30 listopada 2014      | Igls        | Jedynki kobiet                                                    | Natalie Geisenberger                                                     | Dajana Eitberger                                                                      | Tatjana Hüfner                                                                         |
| 1.  | 29–30 listopada 2014      | Igls        | Sprint kobiet                                                     | Natalie Geisenberger                                                     | Tatjana Hüfner                                                                        | Anke Wischnewski                                                                       |
| 1.  | 29–30 listopada 2014      | Igls        | Jedynki mężczyzn                                                  | Felix Loch                                                               | Dominik Fischnaller                                                                   | Andi Langenhan                                                                         |
| 1.  | 29–30 listopada 2014      | Igls        | Sprint mężczyzn                                                   | Felix Loch                                                               | Dominik Fischnaller                                                                   | Kevin Fischnaller                                                                      |
| 1.  | 29–30 listopada 2014      | Igls        | Dwójki mężczyzn                                                   | Niemcy Toni Eggert · Sascha Benecken                                     | Rosja Władisław Jużakow · Władimir Prokorow                                           | Austria Peter Penz · Georg Fischler                                                    |
| 1.  | 29–30 listopada 2014      | Igls        | Sprint dwójki                                                     | Niemcy Toni Eggert · Sascha Benecken                                     | Austria Peter Penz · Georg Fischler                                                   | Niemcy Tobias Wendl · Tobias Arlt                                                      |
| 2.  | 5–6 grudnia 2014          | Lake Placid | Jedynki kobiet                                                    | Natalie Geisenberger                                                     | Erin Hamlin                                                                           | Tatjana Hüfner                                                                         |
| 2.  | 5–6 grudnia 2014          | Lake Placid | Jedynki mężczyzn                                                  | Tucker West                                                              | Wolfgang Kindl                                                                        | Dominik Fischnaller                                                                    |
| 2.  | 5–6 grudnia 2014          | Lake Placid | Dwójki mężczyzn                                                   | Niemcy Toni Eggert · Sascha Benecken                                     | Niemcy Tobias Wendl · Tobias Arlt                                                     | Austria Peter Penz · Georg Fischler                                                    |
| 2.  | 5–6 grudnia 2014          | Lake Placid | Sztafety mieszane                                                 | Niemcy Natalie Geisenberger · Felix Loch · Toni Eggert · Sascha Benecken | Włochy Sandra Robatscher · Dominik Fischnaller · Christian Oberstolz · Patrick Gruber | Stany Zjednoczone Erin Hamlin · Tucker West · Matthew Mortensen · Jayson Terdiman      |
| 3.  | 12–13 grudnia 2014        | Calgary     | Jedynki kobiet                                                    | Natalie Geisenberger                                                     | Alex Gough                                                                            | Arianne Jones                                                                          |
| 3.  | 12–13 grudnia 2014        | Calgary     | Sprint kobiet                                                     | Alex Gough                                                               | Erin Hamlin                                                                           | Natalie Geisenberger                                                                   |
| 3.  | 12–13 grudnia 2014        | Calgary     | Jedynki mężczyzn                                                  | Samuel Edney                                                             | Felix Loch                                                                            | Chris Mazdzer                                                                          |
| 3.  | 12–13 grudnia 2014        | Calgary     | Sprint mężczyzn                                                   | Chris Mazdzer                                                            | Tucker West                                                                           | Samuel Edney                                                                           |
| 3.  | 12–13 grudnia 2014        | Calgary     | Dwójki mężczyzn                                                   | Niemcy Toni Eggert · Sascha Benecken                                     | Niemcy Tobias Wendl · Tobias Arlt                                                     | Kanada Tristan Walker · Justin Snith                                                   |
| 3.  | 12–13 grudnia 2014        | Calgary     | Sprint mężczyzn                                                   | Niemcy Tobias Wendl · Tobias Arlt                                        | Niemcy Toni Eggert · Sascha Benecken                                                  | Łotwa Andris Šics · Juris Šics                                                         |
| 4.  | 3–4 stycznia 2015         | Königssee   | Jedynki kobiet                                                    | Natalie Geisenberger                                                     | Alex Gough                                                                            | Dajana Eitberger                                                                       |
| 4.  | 3–4 stycznia 2015         | Königssee   | Jedynki mężczyzn                                                  | Felix Loch                                                               | Andi Langenhan                                                                        | Chris Mazdzer                                                                          |
| 4.  | 3–4 stycznia 2015         | Königssee   | Dwójki mężczyzn                                                   | Niemcy Tobias Wendl · Tobias Arlt                                        | Niemcy Toni Eggert · Sascha Benecken                                                  | Austria Peter Penz · Georg Fischler                                                    |
| 4.  | 3–4 stycznia 2015         | Königssee   | Sztafety mieszane                                                 | Niemcy Natalie Geisenberger · Felix Loch · Tobias Wendl · Tobias Arlt    | Stany Zjednoczone Emily Sweeney · Chris Mazdzer · Matthew Mortensen · Jayson Terdiman | Kanada Alex Gough · Samuel Edney · Tristan Walker · Justin Snith                       |
| 5.  | 17–18 stycznia 2015       | Oberhof     | Jedynki kobiet                                                    | Natalie Geisenberger                                                     | Tatjana Hüfner                                                                        | Dajana Eitberger                                                                       |
| 5.  | 17–18 stycznia 2015       | Oberhof     | Jedynki mężczyzn                                                  | Felix Loch                                                               | Andi Langenhan                                                                        | Chris Mazdzer                                                                          |
| 5.  | 17–18 stycznia 2015       | Oberhof     | Dwójki mężczyzn                                                   | Niemcy Tobias Wendl · Tobias Arlt                                        | Niemcy Toni Eggert · Sascha Benecken                                                  | Rosja Aleksandr Dienisjew · Władisław Antonow                                          |
| 5.  | 17–18 stycznia 2015       | Oberhof     | Sztafety mieszane                                                 | Niemcy Natalie Geisenberger · Felix Loch · Tobias Wendl · Tobias Arlt    | Stany Zjednoczone Erin Hamlin · Chris Mazdzer · Matthew Mortensen · Jayson Terdiman   | Rosja Tatjana Iwanowa · Siemion Pawliczenko · Aleksandr Dienisjew · Władisław Antonow  |
| 6.  | 24–25 stycznia 2015       | Winterberg  | Jedynki kobiet                                                    | Natalie Geisenberger                                                     | Dajana Eitberger                                                                      | Anke Wischnewski                                                                       |
| 6.  | 24–25 stycznia 2015       | Winterberg  | Jedynki mężczyzn                                                  | Felix Loch                                                               | Stiepan Fedorow                                                                       | Tucker West                                                                            |
| 6.  | 24–25 stycznia 2015       | Winterberg  | Dwójki mężczyzn                                                   | Niemcy Toni Eggert · Sascha Benecken                                     | Niemcy Tobias Wendl · Tobias Arlt                                                     | Łotwa Andris Šics · Juris Šics                                                         |
| 6.  | 24–25 stycznia 2015       | Winterberg  | Sztafety mieszane                                                 | Niemcy Natalie Geisenberger · Felix Loch · Tobias Wendl · Tobias Arlt    | Austria Birgit Platzer · Reinhard Egger · Peter Penz · Georg Fischler                 | Rosja Jekatierina Baturina · Stiepan Fedorow · Aleksandr Dienisjew · Władisław Antonow |
| 7.  | 31 stycznia-1 lutego 2015 | Lillehammer | Jedynki kobiet                                                    | Tatjana Iwanowa                                                          | Alex Gough                                                                            | Dajana Eitberger                                                                       |
| 7.  | 31 stycznia-1 lutego 2015 | Lillehammer | Jedynki mężczyzn                                                  | Wolfgang Kindl                                                           | Siemion Pawliczenko                                                                   | Dominik Fischnaller                                                                    |
| 7.  | 31 stycznia-1 lutego 2015 | Lillehammer | Dwójki mężczyzn                                                   | Niemcy Tobias Wendl · Tobias Arlt                                        | Niemcy Toni Eggert · Sascha Benecken                                                  | Rosja Aleksandr Dienisjew · Władisław Antonow                                          |
| 7.  | 31 stycznia-1 lutego 2015 | Lillehammer | Sztafety mieszane                                                 | Niemcy Dajana Eitberger · Felix Loch · Tobias Wendl · Tobias Arlt        | Rosja Tatjana Iwanowa · Siemion Pawliczenko · Aleksandr Dienisjew · Władisław Antonow | Austria Birgit Platzer · Wolfgang Kindl · Peter Penz · Georg Fischler                  |
| MŚ  |                           | Sigulda     | 14–15 lutego 2015 Mistrzostwa Świata w Saneczkarstwie 2015        | 14–15 lutego 2015 Mistrzostwa Świata w Saneczkarstwie 2015               | 14–15 lutego 2015 Mistrzostwa Świata w Saneczkarstwie 2015                            | 14–15 lutego 2015 Mistrzostwa Świata w Saneczkarstwie 2015                             |
| 8.  | 21–22 lutego 2015         | Altenberg   | Jedynki kobiet                                                    | Natalie Geisenberger                                                     | Tatjana Hüfner                                                                        | Dajana Eitberger                                                                       |
| 8.  | 21–22 lutego 2015         | Altenberg   | Sprint kobiet                                                     | Erin Hamlin                                                              | Dajana Eitberger                                                                      | Natalie Geisenberger                                                                   |
| 8.  | 21–22 lutego 2015         | Altenberg   | Jedynki mężczyzn                                                  | Felix Loch                                                               | Johannes Ludwig                                                                       | Andi Langenhan                                                                         |
| 8.  | 21–22 lutego 2015         | Altenberg   | Sprint mężczyzn                                                   | Felix Loch                                                               | Samuel Edney                                                                          | Inārs Kivlenieks                                                                       |
| 8.  | 21–22 lutego 2015         | Altenberg   | Dwójki mężczyzn                                                   | Niemcy Tobias Wendl · Tobias Arlt                                        | Niemcy Toni Eggert · Sascha Benecken                                                  | Łotwa Andris Šics · Juris Šics                                                         |
| 8.  | 21–22 lutego 2015         | Altenberg   | Sprint dwójek                                                     | Niemcy Toni Eggert · Sascha Benecken                                     | Łotwa Andris Šics · Juris Šics                                                        | Niemcy Tobias Wendl · Tobias Arlt                                                      |
| 9.  | 28 lutego-1 marca 2015    | Soczi       | Jedynki kobiet                                                    | Dajana Eitberger                                                         | Natalie Geisenberger                                                                  | Tatjana Iwanowa                                                                        |
| 9.  | 28 lutego-1 marca 2015    | Soczi       | Jedynki mężczyzn                                                  | Siemion Pawliczenko                                                      | Aleksandr Pierietiagin                                                                | Felix Loch                                                                             |
| 9.  | 28 lutego-1 marca 2015    | Soczi       | Dwójki mężczyzn                                                   | Niemcy Tobias Wendl · Tobias Arlt                                        | Austria Peter Penz · Georg Fischler                                                   | Łotwa Andris Šics · Juris Šics                                                         |
| 9.  | 28 lutego-1 marca 2015    | Soczi       | Sztafety mieszane                                                 | Niemcy Dajana Eitberger · Felix Loch · Tobias Wendl · Tobias Arlt        | Rosja Tatjana Iwanowa · Siemion Pawliczenko · Aleksandr Dienisjew · Władisław Antonow | Łotwa Elīza Tīruma · Inārs Kivlenieks · Andris Šics · Juris Šics                       |
| ME  |                           | Soczi       | 28 lutego – 1 marca 2015 Mistrzostwa Europy w Saneczkarstwie 2015 | 28 lutego – 1 marca 2015 Mistrzostwa Europy w Saneczkarstwie 2015        | 28 lutego – 1 marca 2015 Mistrzostwa Europy w Saneczkarstwie 2015                     | 28 lutego – 1 marca 2015 Mistrzostwa Europy w Saneczkarstwie 2015                      |

## Klasyfikacje

### Jedynki kobiet
| Miejsce | Pilot                | Reprezentacja     | IGL | IGLS | PCI | CAL | CALS | KON | OBE | WIN | LIL | ALT | ALTS | SOC | Punkty |
| ------- | -------------------- | ----------------- | --- | ---- | --- | --- | ---- | --- | --- | --- | --- | --- | ---- | --- | ------ |
| 1.      | Natalie Geisenberger | Niemcy            | 1   | 1    | 1   | 1   | 3    | 1   | 1   | 1   | 5   | 1   | 3    | 2   | 1080   |
| 2.      | Dajana Eitberger     | Niemcy            | 2   | 4    | 7   | 6   | 4    | 3   | 3   | 2   | 3   | 3   | 2    | 1   | 851    |
| 3.      | Tatjana Hüfner       | Niemcy            | 3   | 2    | 3   | 4   | 6    | 5   | 2   | 25  | 7   | 2   | 6    | 5   | 727    |
| 4.      | Anke Wischnewski     | Niemcy            | 4   | 3    | 4   | 5   | 5    | 6   | 5   | 3   | 6   | 5   | 4    | 7   | 686    |
| 5.      | Erin Hamlin          | Stany Zjednoczone | 5   | 7    | 2   | 8   | 2    | 14  | 10  | 22  | 11  | 4   | 1    | 11  | 624    |
| 6.      | Martina Kocher       | Szwajcaria        | 9   | 6    | 17  | 13  | 12   | 7   | 6   | 9   | 16  | 7   | 5    | 10  | 472    |
| 7.      | Alex Gough           | Kanada            | –   | –    | –   | 2   | 1    | 2   | 4   | 5   | 2   | –   | –    | –   | 470    |
| 8.      | Kimberley McRae      | Kanada            | 6   | 8    | 11  | 7   | 8    | 9   | 12  | 11  | 8   | 6   | 7    | –   | 457    |
| 9.      | Emily Sweeney        | Stany Zjednoczone | 7   | 12   | 5   | 10  | 15   | 4   | 16  | 10  | 23  | 9   | 10   | –   | 409    |
| 10.     | Arianne Jones        | Kanada            | –   | –    | 9   | 3   | 7    | 10  | 19  | 7   | 10  | 8   | 11   | –   | 371    |
| .       | ...                  | ...               | ... | ...  | ... | ... | ...  | ... | ... | ... | ... | ... | ...  | ... | ...    |
| 23.     | Natalia Wojtuściszyn | Polska            | 33  | –    | –   | –   | –    | 20  | 24  | 27  | 26  | 12  | 9    | 16  | 171    |
| 24.     | Ewa Kuls             | Polska            | 22  | –    | –   | –   | –    | 18  | 20  | 21  | 22  | 16  | –    | 12  | 157    |

### Jedynki mężczyzn
| Miejsce | Pilot                  | Reprezentacja     | IGL | IGLS | PCI | CAL | CALS | KON | OBE | WIN | LIL | ALT | ALTS | SOC | Punkty |
| ------- | ---------------------- | ----------------- | --- | ---- | --- | --- | ---- | --- | --- | --- | --- | --- | ---- | --- | ------ |
| 1.      | Felix Loch             | Niemcy            | 1   | 1    | 6   | 2   | 14   | 1   | 1   | 1   | 8   | 1   | 1    | 3   | 975    |
| 2.      | Andi Langenhan         | Niemcy            | 3   | 6    | 33  | 5   | 5    | 2   | 2   | 16  | 10  | 3   | 7    | 4   | 645    |
| 3.      | Wolfgang Kindl         | Austria           | 4   | 8    | 2   | 14  | 6    | 6   | 16  | 20  | 1   | 4   | 6    | 11  | 605    |
| 4.      | Dominik Fischnaller    | Włochy            | 2   | 2    | 3   | 6   | 7    | 13  | 31  | 7   | 3   | 19  | –    | 8   | 556    |
| 5.      | Chris Mazdzer          | Stany Zjednoczone | 18  | –    | 4   | 3   | 1    | 3   | 3   | 10  | 4   | 33  | –    | 6   | 547    |
| 6.      | Tucker West            | Stany Zjednoczone | 33  | –    | 1   | 7   | 2    | 10  | –   | 3   | 5   | 21  | –    | 16  | 445    |
| 7.      | Samuel Edney           | Kanada            | –   | –    | –   | 1   | 3    | 8   | 11  | 14  | 19  | 6   | 2    | –   | 431    |
| 8.      | Aleksandr Pierietiagin | Rosja             | 11  | 9    | 5   | 10  | 8    | 15  | 23  | 8   | 7   | –   | –    | 2   | 423    |
| 8.      | Stiepan Fedorow        | Rosja             | 5   | 4    | 10  | dsq | dsq  | 4   | 8   | 2   | 10  | –   | –    | 7   | 423    |
| 10.     | Reinhard Egger         | Austria           | 10  | 14   | 13  | 4   | 4    | 17  | 5   | 11  | 14  | 30  | –    | 12  | 396    |
| .       | ...                    | ...               | ... | ...  | ... | ... | ...  | ... | ... | ... | ... | ... | ...  | ... | ...    |
| 25.     | Maciej Kurowski        | Polska            | 25  | –    | –   | –   | –    | 26  | 22  | 24  | 18  | 14  | 12   | 22  | 169    |

### Dwójki mężczyzn
| Miejsce | Zawodnicy                            | Reprezentacja     | IGL | IGLS | PCI | CAL | CALS | KON | OBE | WIN | LIL | ALT | ALTS | SOC | Punkty |
| ------- | ------------------------------------ | ----------------- | --- | ---- | --- | --- | ---- | --- | --- | --- | --- | --- | ---- | --- | ------ |
| 1.      | Toni Eggert Sascha Benecken          | Niemcy            | 1   | 1    | 1   | 1   | 2    | 2   | 2   | 1   | 2   | 2   | 1    | 7   | 1071   |
| 2.      | Tobias Wendl Tobias Arlt             | Niemcy            | 4   | 3    | 2   | 2   | 1    | 1   | 1   | 2   | 1   | 1   | 3    | 1   | 1055   |
| 3.      | Andris Šics Juris Šics               | Łotwa             | 11  | 4    | 4   | 4   | 3    | 4   | 5   | 3   | 5   | 3   | 2    | 3   | 749    |
| 4.      | Peter Penz Georg Fischler            | Austria           | 3   | 2    | 3   | 9   | –    | 3   | 4   | 9   | 11  | 4   | 4    | 2   | 672    |
| 5.      | Christian Oberstolz Patrick Gruber   | Włochy            | 6   | 6    | 7   | 5   | 6    | 6   | 6   | 5   | 4   | 8   | 9    | 4   | 607    |
| 6.      | Władisław Jużakow Władimir Prokhorov | Rosja             | 2   | 8    | 5   | 7   | 5    | 11  | 13  | 8   | 6   | –   | –    | 6   | 489    |
| 7.      | Matthew Mortensen Jayson Terdiman    | Stany Zjednoczone | 7   | 10   | 6   | 12  | 7    | 8   | 9   | 11  | 12  | 11  | 6    | 9   | 480    |
| 8.      | Ludwig Rieder Patrick Rastner        | Włochy            | 12  | 7    | 10  | 8   | 8    | –   | 8   | 4   | 9   | 5   | 10   | –   | 430    |
| 9.      | Tristan Walker Justin Snith          | Kanada            | 19  | –    | 9   | 3   | 4    | 9   | 20  | dns | 7   | 6   | 5    | –   | 402    |
| 10.     | Florian Gruber Simon Kainzwalder     | Włochy            | 5   | 5    | 15  | 11  | 10   | 13  | 15  | 15  | 10  | 10  | 12   | –   | 392    |
| .       | ...                                  | ...               | ... | ...  | ... | ... | ...  | ... | ... | ... | ... | ... | ...  | ... | ...    |
| 19.     | Artur Gędzius Jakub Kowalewski       | Polska            | 21  | –    | –   | –   | –    | –   | 19  | 14  | 25  | 14  | 13   | –   | 144    |
| 22.     | Patryk Poręba Karol Mikrut           | Polska            | 22  | –    | –   | –   | –    | 25  | –   | 25  | –   | 17  | –    | 13  | 105    |
| 23.     | Artur Petyniak Adam Wanielista       | Polska            | –   | –    | –   | –   | –    | –   | –   | –   | –   | 15  | 14   | 17  | 78     |

### Sztafety mieszane
| Miejsce | Reprezentacja     | PCI | KON | OBE | WIN | LIL | SOC | Punkty |
| ------- | ----------------- | --- | --- | --- | --- | --- | --- | ------ |
| 1.      | Niemcy            | 1   | 1   | 1   | 1   | 1   | 1   | 600    |
| 2.      | Rosja             | 5   | 5   | 3   | 3   | 2   | 2   | 420    |
| 3.      | Stany Zjednoczone | 3   | 2   | 2   | 6   | 5   | 4   | 405    |
| 4.      | Austria           | 6   | dnf | 6   | 2   | 3   | 5   | 310    |
| 5.      | Łotwa             | –   | 4   | 5   | 4   | 6   | 3   | 295    |
| 6.      | Kanada            | 4   | 3   | 4   | –   | 4   | –   | 250    |
| 7.      | Włochy            | 2   | 6   | –   | 5   | dnf | –   | 190    |
| 8.      | Polska            | –   | 9   | 7   | 8   | 7   | dnf | 173    |
| 9.      | Rumunia           | 7   | 8   | 8   | dnf | 8   | –   | 169    |
| 10.     | Ukraina           | –   | –   | 8   | 7   | –   | 6   | 138    |
| 11.     | Słowacja          | –   | 7   | –   | –   | –   | –   | 46     |